# Яне Янев
Яне Георгиев Янев е български политик, председател на политическа партия „Ред, законност и справедливост“.

## Биография
Роден е в Сандански през 1971 г. Завършва агроинженерство в Аграрния университет Пловдив. По професия е икономист и говори английски, френски и хърватски език.

## Политическа дейност
Организира и ръководи политическа партия „Национално сдружение – Български земеделски народен съюз“ през цялото ѝ съществуване от 2000 до декември 2005 г., когато тя се преименува в „Ред, законност и справедливост“.

### XL народно събрание
Като народен представител в XL народно събрание е зам. председател на ПГ на ОДС, председател на ПГ на РЗС, член на Комисията по земеделието и горите, член на Комисията по околната среда и водите, председател на временната комисия за установяване на отнетото и възстановено имущество на семействата на бившите царе Фердинанд І и Борис ІІІ и техните наследници, както и член на други парламентарни анкетни комисии.

### XLI народно събрание
Като народен представител в XLI народно събрание е председател на ПГ на РЗС, председател на Комисията за борба с корупцията, конфликт на интереси и парламентарна етика, член на Комисията за контрол на ДАНС, член на Комисията по европейските въпроси и контрол на европейските фондове, председател на Комисията за борба с корупцията по високите етажи на властта, председател на Групата за приятелство България-Израел, председател на Временната парламентарна комисия за проучване на нормативните основания, фактите и обстоятелствата при помилване, опрощаване на несъбираеми държавни вземания и даване и възстановяване на българското гражданство и освобождаване и лишаване от него през периода 22 януари 2002 – 22 януари 2012, както и член на други парламентарни анкетни комисии.

### Общински съветник
През 2015 г. е избран за общински съветник в родната му Община Сандански. През 2019 г. отново е избран за общински съветник в Сандански.

### Политически съветник в кабинета „Борисов“ 2
В периода 2015 – 2017 г. е съветник в политическия кабинет на министър-председателя Бойко Борисов по проблемите на превенцията и противодействието на корупцията и конфликта на интереси във властта.